# Jürgen Weitkamp
Jürgen Weitkamp (* 15. Juli 1938 in Bielefeld; † 30. Januar 2025) war ein deutscher Arzt und Zahnarzt, Ehrenpräsident der Zahnärztekammer Westfalen-Lippe und der Bundeszahnärztekammer sowie Ehrenbürger der UNESCO-Welterbestadt Quedlinburg.

## Leben
Weitkamp studierte Medizin und Zahnmedizin an der Philipps-Universität Marburg, Christian-Albrechts-Universität zu Kiel, Freie Universität Berlin und Johannes Gutenberg-Universität Mainz, absolvierte ein Studium post graduate an der University of Michigan, Ann Arbor (USA), bei Sigurd P. Ramfjord, übernahm 1967 die  Zahnarztpraxis seines Vaters Ernst Weitkamp, der während der NS-Zeit u. a. als Lagerzahnarzt im KZ Mauthausen eingesetzt wurde, im ostwestfälischen Lübbecke und wurde 1968 zum Dr. med. und Dr. med. dent. promoviert. Von 1990 bis 2001 führte er als Präsident die Zahnärztekammer Westfalen-Lippe. In dieser Zeit förderte er die Gründung der Zahnärztekammer Brandenburg, initiierte u. a. die Gründung des Zentralinstituts (ZI) für Helferinnenfortbildung und der Stiftung Apollonia zur Förderung präventionsorientierter Zahn-, Mund- und Kieferheilkunde sowie den Bau der Akademie für Fortbildung (alle Münster). Seit 2001 ist Weitkamp Ehrenpräsident der Zahnärztekammer.
Im November 2000 wurde Weitkamp in Dresden zum Präsidenten der Bundeszahnärztekammer (Berlin) gewählt. Nach seiner Wiederwahl im Jahr 2004 führte er dieses Amt bis 2008. Während seiner Präsidentschaft wurde das „Consilium unabhängiger Wissenschaftler“ ins Leben gerufen und der Deutsche Rat für Qualität und Sicherheit von Produkten  und Systemen der Zahn-, Mund- und Kieferheilkunde. 2003 konnte auf seine Initiative hin erstmals der „Deutsche Zahnärztetag“ veranstaltet werden. In den Reihen der Standesvertreter der Nachkriegsjahrzehnte waren nicht wenige Personen, die die Vergangenheit ihrer belasteten Vorfahren gerne verbargen. Erst nach Weitkamps Amtszeit wurde seit September 2016 die Rolle der Zahnheilkunde im NS-Regime systematisch aufgearbeitet. Im Oktober 2008 wurde Weitkamp zum Ehrenpräsidenten der Bundeszahnärztekammer gewählt. Er war ferner Ehrenmitglied der Deutschen Gesellschaft für Zahn-, Mund- und Kieferheilkunde, anderer wissenschaftlicher Gesellschaften und Berufsverbände sowie des Rotary-Clubs Quedlinburg und Träger des Bundesverdienstkreuzes 1. Klasse (2010).
Nach der Wiedervereinigung engagierte sich Weitkamp persönlich und finanziell in der Stadt Quedlinburg in Sachsen-Anhalt. Gemeinsam mit dem Rotary-Club Lübbecke organisierte er zunächst Beratung und Informationsabende für Existenzgründer, vermittelte Praktika und Hospitanzen, lieferte Geräte und Apparate an medizinische Einrichtungen und initiierte Benefizaktionen. Später unterstützte er u. a. die Renovierung und Bestuhlung des Quedlinburger Theaters, ermöglichte die Orgel-Restaurierung in der St. Blasii-Kirche und der Statue des Reformators Melanchthon. Rotary International ernannte ihn 1990 offiziell zum Beauftragten für die Clubgründung in Quedlinburg. Nach einem einstimmigen Ratsbeschluss erhielt Weitkamp am 17. Dezember 2014 die Ehrenbürgerwürde von Quedlinburg.